# Anomalomorpha anthracina
Anomalomorpha anthracina är en skalbaggsart som beskrevs av Gilbert John Arrow 1908. Anomalomorpha anthracina ingår i släktet Anomalomorpha och familjen Dynastidae. Inga underarter finns listade i Catalogue of Life.